# Колесников, Александр Иванович
Александр Иванович Колесников (28 октября [9 ноября] 1888, Весёлые Терны, Екатеринославская губерния — 1972, Гагра, Абхазская АССР) — советский учёный-дендролог, специалист в области лесоводства, доктор сельскохозяйственных наук (1938), профессор (1923).

## Биография
Родился 28 октября (9 ноября) 1888 года в селе Весёлые Терны (ныне в черте города Кривой Рог) в крестьянской семье. В раннем детстве Александра от тифа умерли родители, трёхлетним ребёнком был определён в детский приют в селе Каксанян Верхнеднепровского уезда.
Учился во 2-м ремесленном училище в Екатеринославе. В 1904 году поступил в Екатеринославское реальное училище, которое окончил в 1908 году со статусом земского стипендиата. В 1908 году поступил в Санкт-Петербургский лесной институт, но был отчислен за участие в студенческих забастовках.
В 1910 году поступил в Новоалександрийский институт сельского хозяйства и лесоводства (Ново-Александрия), эвакуированный в 1914 году в Харьков, где и окончил институт в 1915 году, получив звание лесовода 1-го класса. Был оставлен в институте, где до 1922 года был ассистентом. В 1923 году получил звание профессора кафедры государственного лесного хозяйства, затем занимал должности декана лесного факультета, проректора по учебной части, ректора Харьковского института сельского хозяйства и лесоводства.
С началом Великой Отечественной войны добровольцем пошёл в народное ополчение Харькова, принимал участие в работе противовоздушной и противохимической обороны.
В 1944—1946 годах — заместитель директора по научной работе Сочинской научно-исследовательской лесной станции. В 1946—1949 годах — заведующий кафедрой декоративного садоводства Московской сельскохозяйственной академии. В 1950—1960 годах — вновь становится заместителем директора по научной работе Сочинской научно-исследовательской лесной станции.
В 1960—1966 годах — заместитель директора по научной работе Абхазской научно-исследовательской лесной станции в городе Очамчира.
Умер в 1972 году в городе Гагра от сердечного приступа. Похоронен возле развилки шоссе Гагра—Сухум недалеко от мыса Пицунда.

## Научная деятельность
Многие годы был активным участником в организации лесного хозяйства и опытного дела. Подготовил многочисленные кадры лесоводов, агрономов по декоративному садоводству и архитекторов-паркостроителей.
Им были заложены опытные культуры сосны, дуба, ясеня разного географического происхождения во многих лесхозах и дендропарках, начаты первые работы по селекции древесных видов на Украине.
В 1929 году участвовал делегатом от СССР в Международном конгрессе лесных опытных станций в Стокгольме. В трудах конгресса был напечатан доклад «О достижениях лесной селекции на Украине».
Среди трудов, выполненных в период войны, были исследования и печатные работы, посвящённые лекарственным растениям: «Ценные лекарственные растения Кавказа», «Дикорастущие лекарственные растения Абхазии и северных районов Черноморского побережья Кавказа», написана брошюра «Дикорастущие лекарственные съедобные и ядовитые растения горного Крыма» для крымских партизан.
После войны принимал участие в восстановительных работах: участвовал в разработке плана восстановления Туапсе, под руководством академика Щусева консультировал по части озеленения проект первой очереди восстановления Сталинграда, участвовал в государственной экспертизе проектов восстановления Севастополя. По проектам создан ряд парков на Украине, в Сочи и Грузии, в 1957—1958 годах создан крупнейший в СССР опытно-показательный дендропарк возле Тбилиси. По приглашению Словацкой академии наук дважды посетил Чехословакию, где консультировал Дендрологический институт и ряд городов и курортов по озеленению и восстановлению ценных исторических парков.
Опубликовал свыше 60 работ, среди которых «Архитектура парков Кавказа и Крыма», «Сосна пицундская и близкие к ней виды», «Декоративная дендрология».

## Награды
- Почётная грамота ЦК ЛКСМУ (1939);
- Медаль «За победу над Германией в Великой Отечественной войне 1941—1945 гг.»;
- Медаль «За оборону Кавказа»;
- Медаль «За доблестный труд в Великой Отечественной войне 1941—1945 гг.»
- Заслуженный деятель науки РСФСР.

## Память
В Харьковском национальном университете городского хозяйства имени А. Н. Бекетова проводится Всеукраинская научно-практическая конференция «Колесниковские чтения».